# 뉴가와정
뉴가와정(壬生川町)은 일본 에히메현 슈소군에 설치되었던 정이다. 현재의 사이조시의 일부에 해당한다.